# Associazione Calcio Fanfulla 1874 1982-1983
Questa voce raccoglie le informazioni riguardanti l'Associazione Calcio Fanfulla 1874 nelle competizioni ufficiali della stagione 1982-1983.

## Stagione
La stagione 1982-83 per il Fanfulla di Lodi è storica: ottiene il secondo posto in classifica con 44 punti alle spalle del Legnano (52 punti), che significa promozione in Serie C1 per entrambe.

## Organigramma societario
Area direttiva
- Presidente: Pier Rinaldo Cerri
- Amministratore delegato: Ballardini Flaminio

Area organizzativa
- Segretario: Giampietro Cipolla

Area tecnica
- Allenatore: Giorgio Veneri
- Allenatore in seconda: Venturelli Arturo

Area sanitaria
- Medici sociali: dott. Mario Orlandi e dott. Ernesto Silvestrini
- Massaggiatori: Magri Silvano, Riccardo Sidori, Luigi Cassinelli, Piergiovanni Pini

## Rosa
| N. |                   | Ruolo | Calciatore        |
| -- | ----------------- | ----- | ----------------- |
|    | Italia (bandiera) | D     | Salvatore Aloise  |
|    | Italia (bandiera) | D     | Mauro Cappelletti |
|    | Italia (bandiera) | D     | Claudio Colombi   |
|    | Italia (bandiera) | C     | Ezio Corbetta     |
|    | Italia (bandiera) | C     | Aristide Curti    |
|    | Italia (bandiera) | D     | Stefano D'Adda    |
|    | Italia (bandiera) | A     | Luigi Dennunzio   |
|    | Italia (bandiera) | P     | Claudio Fadoni    |
|    | Italia (bandiera) | A     | Ettore Ferrario   |
|    | Italia (bandiera) | D     | Agostino Lameri   |

| N. |                   | Ruolo | Calciatore           |
| -- | ----------------- | ----- | -------------------- |
|    | Italia (bandiera) | C     | Enrico Magrini       |
|    | Italia (bandiera) | A     | Cristiano Masuero    |
|    | Italia (bandiera) | D     | Paolo Peviani        |
|    | Italia (bandiera) | D     | Gianmario Piacentini |
|    | Italia (bandiera) | A     | Emilio Rossi         |
|    | Italia (bandiera) | C     | Giuseppe Sannino     |
|    | Italia (bandiera) | D     | Fermo Spallanzani    |
|    | Italia (bandiera) | P     | Maurizio Spelta      |
|    | Italia (bandiera) | C     | Alessandro Tirloni   |

## Risultati

### Serie C2

#### Girone di andata
| Arbitro: | Caccio (Napoli) |

|                       |           |            |
| 39’ Rossi 51’ Masuero | Marcatori | 8’ Colombo |

| Arbitro: | Ruffinengo (Savona) |

|             |           |                      |
| 64’ Bocchio | Marcatori | 33’ Tessariol (aut.) |

| Arbitro: | Cornieti (Forlì) |

|             |           |  |
| 42’ Masuero | Marcatori |  |

| Arbitro: | Bragagnolo (Torino) |

|                         |           |  |
| 9’ Fabris 41’ Sambugaro | Marcatori |  |

| Arbitro: | Novi (Pisa) |

|             |           |              |
| 36’ Masuero | Marcatori | 3’ Fortunato |

| Arbitro: | Frusciante (Como) |

|                                 |           |  |
| 3’ Guerra 24’ Guerra 55’ Bodini | Marcatori |  |

| Lodi 31 ottobre 1982 7ª giornata | Fanfulla          | 0 – 0 | Pavia | Stadio Dossenina (1297 spett.)\| Arbitro: \| Baldacci (Torino) \| |
| Arbitro:                         | Baldacci (Torino) |       |       |                                                                   |

| Arbitro: | Falsetti (Roma) |

|                                     |           |  |
| 15’ Masuero (rig.) 66’ Cadei (aut.) | Marcatori |  |

| Arbitro: | Bailo (Novi Ligure) |

|  |           |                       |
|  | Marcatori | 21’ Rossi 44’ Sannino |

| Arbitro: | Agnelli (Siena) |

|             |           |  |
| 72’ Masuero | Marcatori |  |

| Arbitro: | De Santis (Treviso) |

|           |           |             |
| 15’ Rossi | Marcatori | 83’ Masuero |

| Arbitro: | Barbaraci (Cagliari) |

|             |           |  |
| 53’ Tirloni | Marcatori |  |

| Arbitro: | Baldini (Piacenza) |

|            |           |             |
| 56’ Novara | Marcatori | 38’ Masuero |

| Arbitro: | Dal Forno (Ivrea) |

|                                                                  |           |  |
| 12’ Gregoric 28’ Gregoric 35’ Busnardo 68’ Gregoric 85’ Gregoric | Marcatori |  |

| Arbitro: | Pezzato (Alghero) |

|                                             |           |                |
| 36’ Cappelletti 54’ Cappelletti 70’ Sannino | Marcatori | 33’ Bernardini |

| Arbitro: | D'Alascio (Pisa) |

|                             |           |  |
| 44’ Tirapelle 49’ Tirapelle | Marcatori |  |

| Arbitro: | Marascia (Roma) |

|                               |           |                   |
| 5’ Masuero 40’ Masuero (rig.) | Marcatori | 59’ Zobbio (rig.) |

#### Girone di ritorno
| Arbitro: | Bailo (Novi Ligure) |

|  |           |             |
|  | Marcatori | 73’ Tirloni |

| Arbitro: | Bin (Torino) |

|                         |           |              |
| 28’ Dennunzio 90’ Rossi | Marcatori | 55’ Brunetta |

| 13 febbraio 1983 20ª giornata | Lecco            | 0 – 0 | Fanfulla | \| Arbitro: \| Scevola (Milano) \| |
| Arbitro:                      | Scevola (Milano) |       |          |                                    |

| Arbitro: | Buscetti (Rosarno) |

|                      |           |  |
| 9’ Rossi 85’ Sannino | Marcatori |  |

| Arbitro: | Ungaro (Rovigo) |

|                       |           |                      |
| 2’ Xotta 32’ Paolillo | Marcatori | 1’ Rossi 86’ Masuero |

| Arbitro: | Lamberti (Barletta) |

|  |           |             |
|  | Marcatori | 53’ Gilardi |

| Arbitro: | Creati (Acireale) |

|           |           |  |
| 54’ Motta | Marcatori |  |

| 20 marzo 1983 25ª giornata | Sant'Angelo         | 0 – 0 | Fanfulla | \| Arbitro: \| Cerquoni (Macerata) \| |
| Arbitro:                   | Cerquoni (Macerata) |       |          |                                       |

| Arbitro: | Brischini (Firenze) |

|             |           |  |
| 87’ Sannino | Marcatori |  |

| Arbitro: | Bin (Torino) |

|             |           |                       |
| 45’ Colloca | Marcatori | 28’ Rossi 33’ Masuero |

| Arbitro: | Tarallo (Como) |

|                                                                        |           |  |
| 6’ Colombi 35’ Rossi 37’ Rossi 50’ Spallanzani 54’ Masuero 80’ Sannino | Marcatori |  |

| Arbitro: | Dal Fovo (Trento) |

|  |           |             |
|  | Marcatori | 42’ Masuero |

| Arbitro: | Pomentale (Bologna) |

|                      |           |  |
| 8’ Rossi 22’ Masuero | Marcatori |  |

| Arbitro: | Guidi (Bologna) |

|                  |           |  |
| 80’ Segat (aut.) | Marcatori |  |

| Arbitro: | Vecchiatini (Bologna) |

|                        |           |             |
| 21’ Furlan 83’ Toffano | Marcatori | 38’ Masuero |

| Arbitro: | Balsamo (Paola) |

|           |           |  |
| 50’ Rossi | Marcatori |  |

| Arbitro: | Carrubba (Siracusa) |

|                                                         |           |                  |
| 47’ Di Stefano 54’ Merlin 62’ Manarin 75’ Zobbio (rig.) | Marcatori | 87’ Rossi (rig.) |

### Coppa Italia Serie C

#### Girone B

##### Girone d'andata
| Lodi 22 agosto 1982 1ª giornata     | Fanfulla  | 0 – 0 | Pergocrema | Stadio Dossenina |
| \| \| \| \| \| \| Marcatori \| . \| |           |       |            |                  |
|                                     |           |       |            |                  |
|                                     | Marcatori | .     |            |                  |

| Sant'Angelo Lodigiano 25 agosto 1982 2ª giornata | Sant'Angelo | 2 – 2 | Fanfulla | Stadio Carlo Chiesa |
| \| \| \| \| \| \| Marcatori \| . \|              |             |       |          |                     |
|                                                  |             |       |          |                     |
|                                                  | Marcatori   | .     |          |                     |

| Lodi 29 agosto 1982 3ª giornata     | Fanfulla  | 1 – 2 | Piacenza | Stadio Dossenina |
| \| \| \| \| \| \| Marcatori \| . \| |           |       |          |                  |
|                                     |           |       |          |                  |
|                                     | Marcatori | .     |          |                  |

##### Girone di ritorno
| Crema 1º settembre 1982 4ª giornata | Pergocrema | 0 – 0 | Fanfulla | Stadio Giuseppe Voltini |
| \| \| \| \| \| \| Marcatori \| . \| |            |       |          |                         |
|                                     |            |       |          |                         |
|                                     | Marcatori  | .     |          |                         |

| Lodi 5 settembre 1982 5ª giornata   | Fanfulla  | 2 – 1 | Sant'Angelo | Stadio Dossenina |
| \| \| \| \| \| \| Marcatori \| . \| |           |       |             |                  |
|                                     |           |       |             |                  |
|                                     | Marcatori | .     |             |                  |

| Piacenza 12 settembre 1982 6ª giornata | Piacenza  | 1 – 1 | Fanfulla | Stadio Leonardo Garilli |
| \| \| \| \| \| \| Marcatori \| . \|    |           |       |          |                         |
|                                        |           |       |          |                         |
|                                        | Marcatori | .     |          |                         |

## Statistiche

### Statistiche di squadra
| Competizione         | Punti | Totale | Totale | Totale | Totale | Totale | Totale | DR  |
| Competizione         | Punti | G      | V      | N      | P      | Gf     | Gs     | DR  |
| -------------------- | ----- | ------ | ------ | ------ | ------ | ------ | ------ | --- |
| Serie C2             | 44    | 34     | 18     | 8      | 8      | 41     | 31     | +10 |
| Coppa Italia Serie C | 6     | 6      | 1      | 4      | 1      | 6      | 6      | 0   |

### Statistiche dei giocatori
| Giocatore      | Serie C2 | Serie C2 |
| Giocatore      | Presenze | Reti     |
| -------------- | -------- | -------- |
| S. Aloise      | 34       | 0        |
| M. Cappelletti | 22       | 2        |
| C. Colombi     | 34       | 1        |
| E. Corbetta    | 17       | 0        |
| A. Curti       | 2        | 0        |
| S. D'Adda      | 11       | 0        |
| L. Dennunzio   | 14       | 1        |
| C. Fadoni      | 33       | 0        |
| E. Ferrario    | 2        | 0        |
| A. Lameri      | 30       | 0        |
| E. Magrini     | 33       | 0        |
| C. Masuero     | 26       | 14       |
| P. Peviani     | 22       | 0        |
| G. Piacentini  | 29       | 0        |
| E. Rossi       | 32       | 12       |
| G. Sannino     | 34       | 5        |
| F. Spallanzani | 23       | 1        |
| M. Spelta      | 1        | 0        |
| A. Tirloni     | 32       | 2        |